# Order Podwójnego Smoka
Order Podwójnego Smoka lub Order Smoka Podwójnego (chiń. upr. 双龙宝星; chiń. trad. 雙龍寶星; pinyin Shuānglóng bǎoxīng) – chiński order cesarski istniejący w końcowym okresie rządów dynastii Qing.
Ustanowiony został przez cesarza Guangxu 7 lutego 1882. Nadawany za zasługi dla domu panującego. Początkowo przyznawany tylko cudzoziemcom, od 1908 także obywatelom cesarstwa. Dzielił się na pięć klas (czternaście stopni), trzy klasy były podzielone, każda na trzy stopnie, a dwie klasy były bezstopniowe.

## Wybrani odznaczeni
- Puyi[5]
- Porfirio Díaz (1. stopień I klasy, 1905)[6]
- Gojong (1. stopień I klasy)[7]
- Józef Dowbor-Muśnicki (3. stopień III klasy)
- Pakubuwono X (2. stopień II klasy)[8]
- Zaitao (2. stopień II klasy)[9]